# Patinatge artístic als Jocs Olímpics d'hivern de 1994 - Dansa
Als Jocs Olímpics d'Hivern de 1994 celebrats a la ciutat de Lillehammer (Noruega) es disputà una prova de patinatge artístic sobre gel en categoria mixta per parelles en la modalitat de dansa que formà part del programa oficial dels Jocs.
La competició se celebrà entre els dies 18 i 21 de febrer de 1994 a les instal·lacions del Hamar Olympic Amphitheatre.

## Comitès participants
Hi participaren un total de 42 patindors de 15 comitès nacionals diferents.
| - Alemanya (2) - Belarús (2) - Canadà (2) - Estats Units (2) - Finlàndia (2) |  | - França (4) - Hongria (2) - Kazakhstan (2) - Lituània (2) - Polònia (2) |  | - Regne Unit (2) - Txèquia (4) - Rússia (6) - Ucraïna (4) - Uzbekistan (4) |

## Resultats
| Posició | Nom                                       | CON          | CD1 | CD2 | PO | PL | Pts. |
| ------- | ----------------------------------------- | ------------ | --- | --- | -- | -- | ---- |
| 1       | Oksana Grisxuk / Ievgueni Plàtov          | Rússia       | 2   | 1   | 3  | 1  | 3.4  |
| 2       | Maia Ússova / Aleksandr Julin             | Rússia       | 1   | 2   | 2  | 2  | 3.8  |
| 3       | Jayne Torvill / Christopher Dean          | Regne Unit   | 3   | 3   | 1  | 3  | 4.8  |
| 4       | Susanna Rahkamo / Petri Kokko             | Finlàndia    | 4   | 4   | 4  | 4  | 8.0  |
| 5       | Sophie Moniotte / Pascal Lavanchy         | França       | 5   | 5   | 5  | 5  | 10.0 |
| 6       | Anjelika Krylova / Vladimir Fedorov       | Rússia       | 6   | 6   | 6  | 6  | 12.0 |
| 7       | Irina Romanova / Igor Yaroshenko          | Ucraïna      | 7   | 7   | 7  | 7  | 14.0 |
| 8       | Katerina Mrazova / Martin Simecek         | Txèquia      | 8   | 8   | 8  | 8  | 16.0 |
| 9       | Jennifer Goolsbee / Hendryk Schamberger   | Alemanya     | 9   | 9   | 9  | 9  | 18.0 |
| 10      | Shae-Lynn Bourne / Victor Kraatz          | Canadà       | 10  | 10  | 10 | 10 | 20.0 |
| 11      | Tatiana Navka / Samuel Gezolian           | Belarús      | 11  | 11  | 11 | 11 | 22.0 |
| 12      | Margarita Drobiazko / Povilas Vanagas     | Lituània     | 13  | 13  | 12 | 12 | 24.4 |
| 13      | Aliki Stergiadu / Juris Razgulaevs        | Uzbekistan   | 12  | 12  | 12 | 13 | 25.0 |
| 14      | Berangere Nau / Luc Moneger               | França       | 15  | 15  | 15 | 14 | 29.0 |
| 15      | Elizabeth Punsalan / Jerod Swallow        | Estats Units | 14  | 14  | 14 | 15 | 29.0 |
| 16      | Radmilla Chrobokova / Milan Brzy          | Txèquia      | 16  | 16  | 16 | 16 | 32.0 |
| 17      | Agnieszka Domanska / Marcin Glowacki      | Polònia      | 18  | 18  | 18 | 17 | 35.0 |
| 18      | Elisaveta Stekolnikova / Dmitri Kazarliga | Kazakhstan   | 18  | 18  | 18 | 17 | 35.0 |
| 19      | Svetlana Chernikova / Alexandr Sosnenko   | Ucraïna      | 19  | 19  | 19 | 19 | 38.0 |
| 20      | Eniko Berkes / Szilard Toth               | Hongria      | 20  | 20  | 20 | 20 | 40.0 |
| 21      | Dinara Nurdbaeva / Muslim Settarov        | Uzbekistan   | 21  | 21  | 21 | 21 | 42.0 |